# Montagna di Campli
La Montagna di Campli è un rilievo dell'appennino abruzzese, in provincia di Teramo ai confini con le Marche: situata all'interno del Parco nazionale del Gran Sasso e Monti della Laga, rientrava nella Comunità montana della Laga; le Gole del Salinello la separano dalla Montagna dei Fiori, con la quale  forma il massiccio dei Monti Gemelli.

## Descrizione
Situata all'estremità orientale della catena dei Monti della Laga, nel territorio dei comuni di Campli, Valle Castellana e Civitella del Tronto; forma una mezzaluna con la profonda gola del Fosso Bianco che separa i due rilievi principali: il Monticchio (1.442 m) che domina l'abitato di Battaglia e il Monte Foltrone (1.718 m) dal quale si gode di un ampio panorama sia della costa sia delle catene montuose dell'entroterra. Il versante che guarda ad ovest, sulla Valle degli Scoiattoli, presenta imponenti pareti di compatta roccia calcarea, che ricorda il Corno Piccolo e sulle quali è possibile praticare l'arrampicata.

## Galleria d'immagini

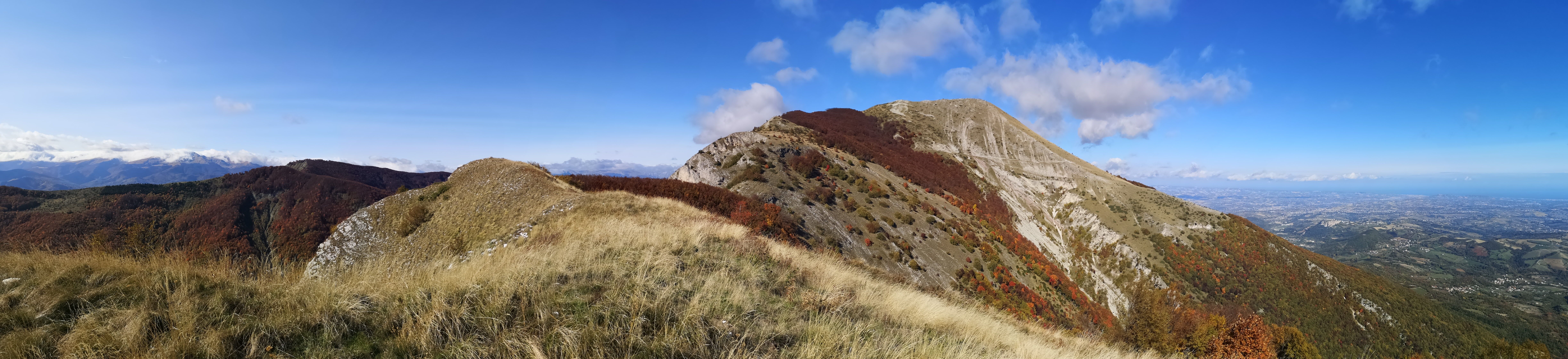
Il Foltrone visto da Monticchio.
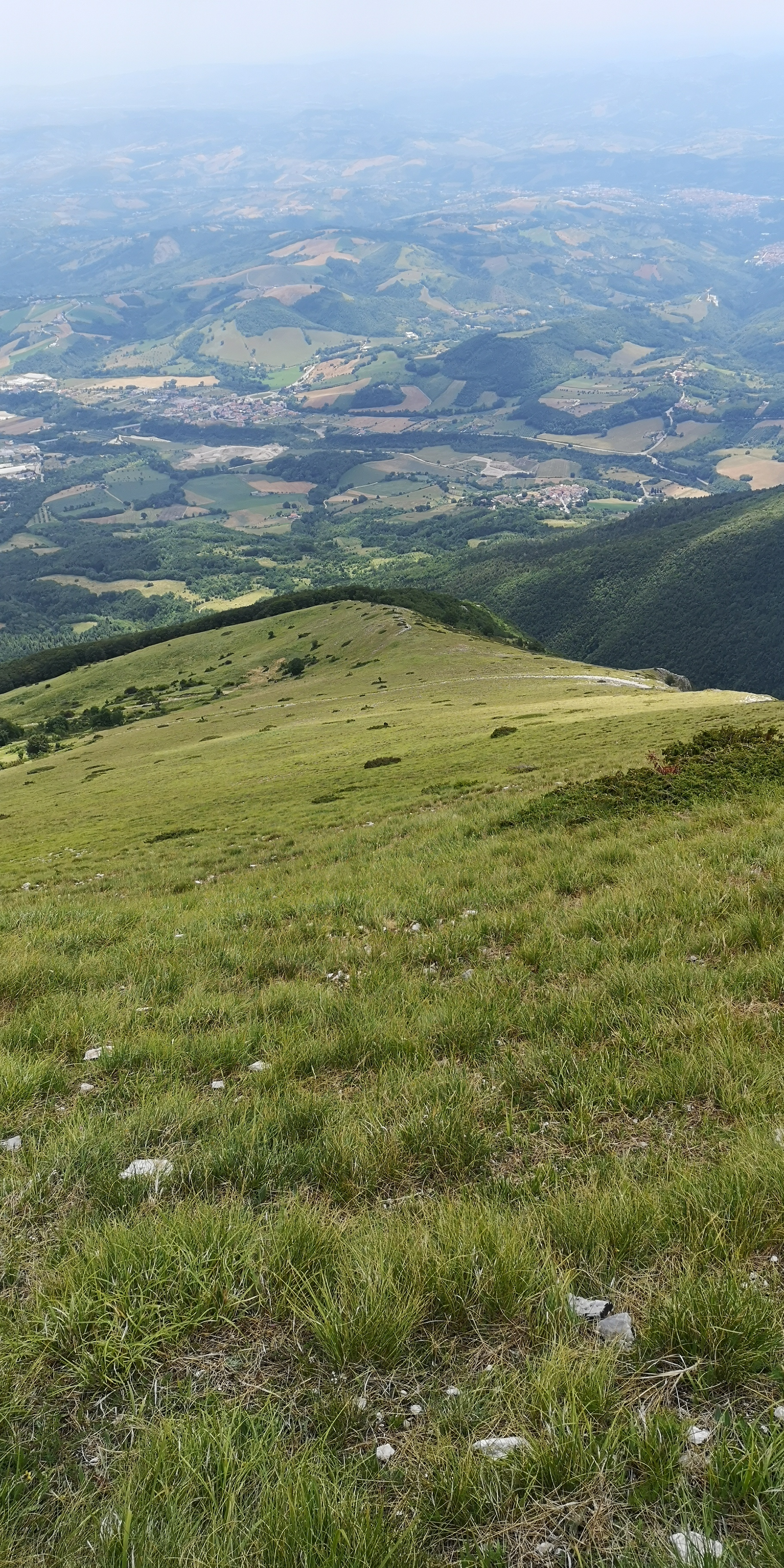
Panorama della costa dalla vetta del Foltrone.
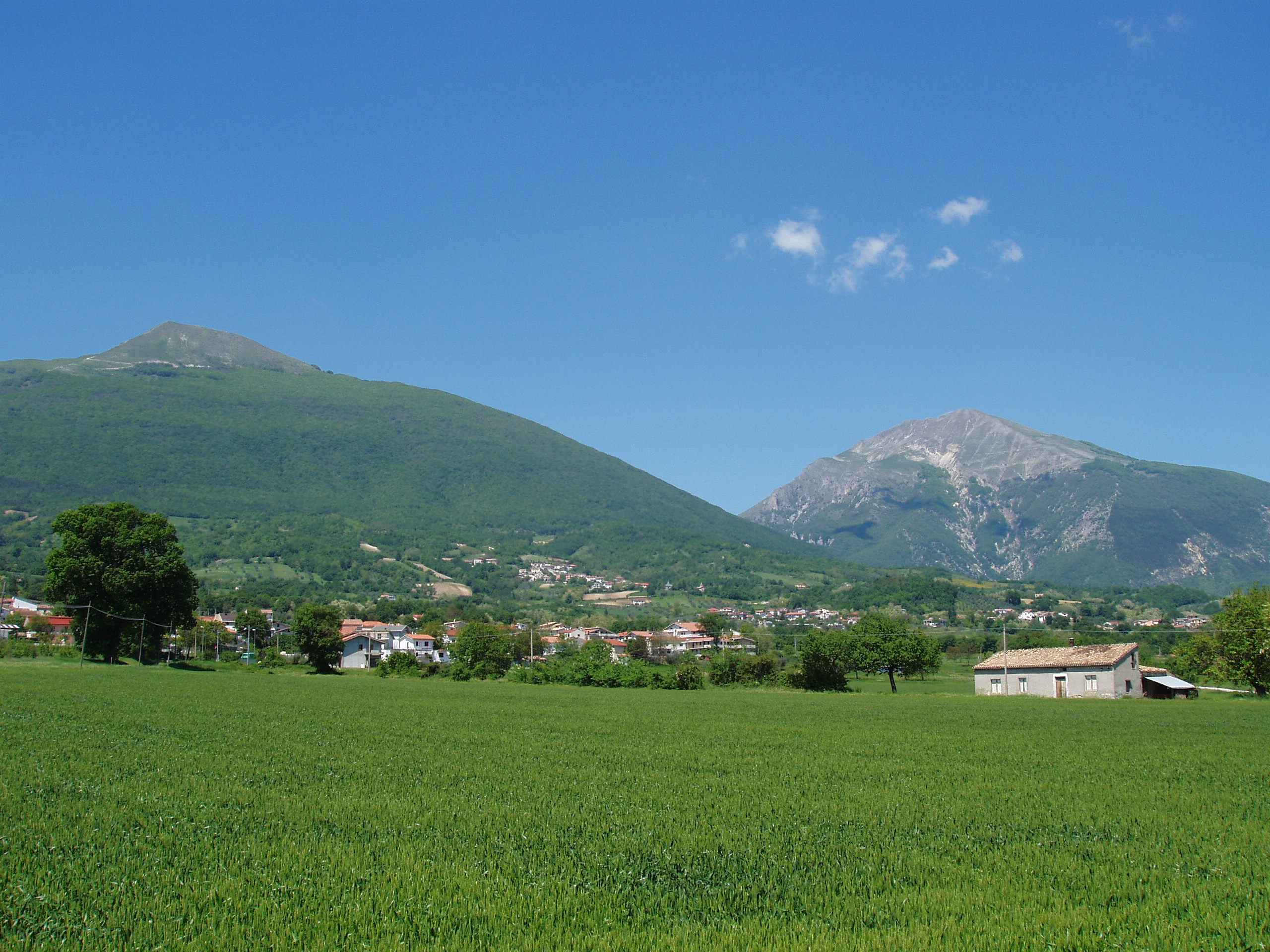
I Monti Gemelli, a sinistra la Montagna di Campli, a destra la Montagna dei Fiori.
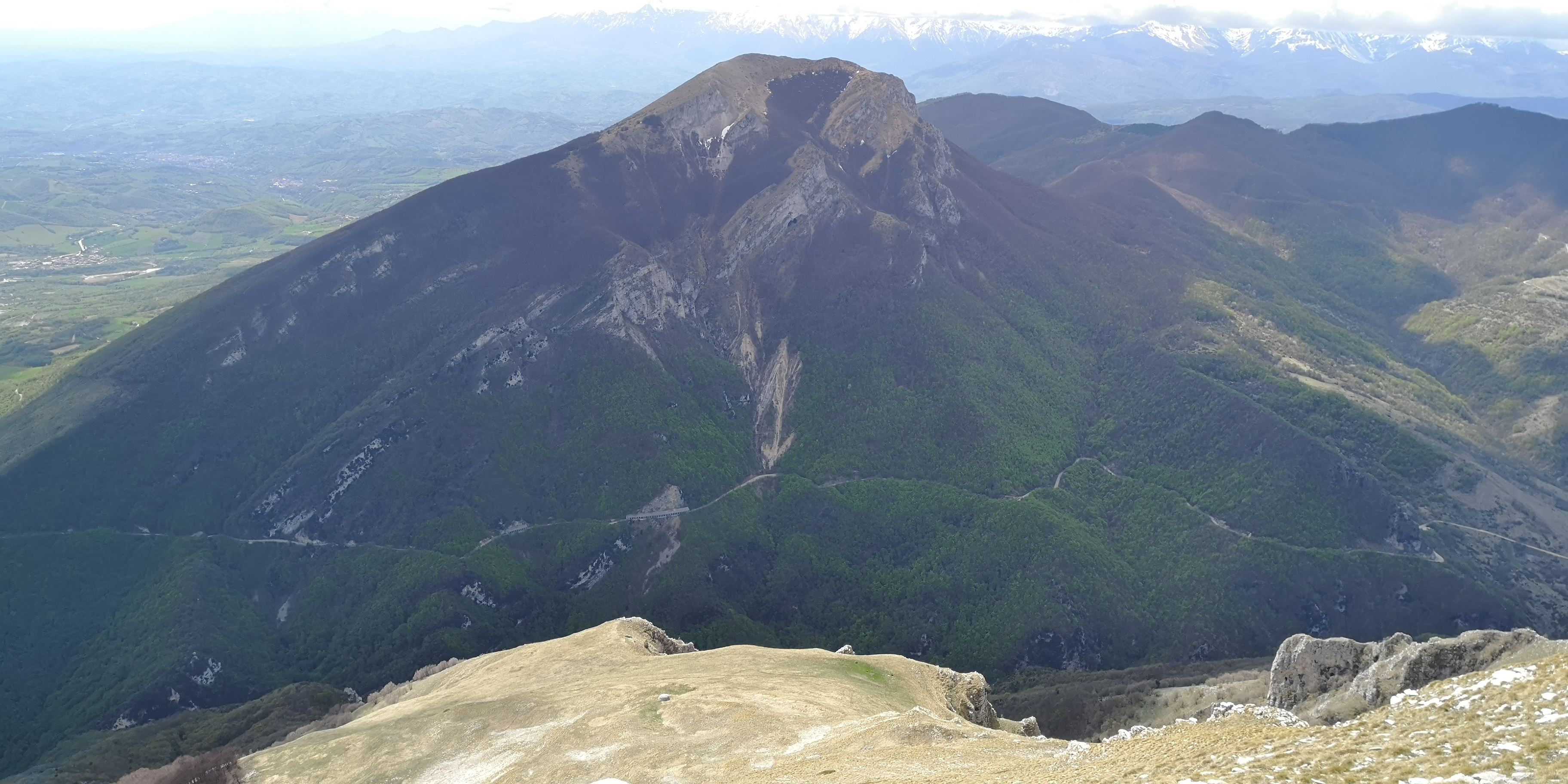
Il monte Foltrone (Montagna di Campli) visto dalla vetta del Monte Girella (Montagna dei Fiori).
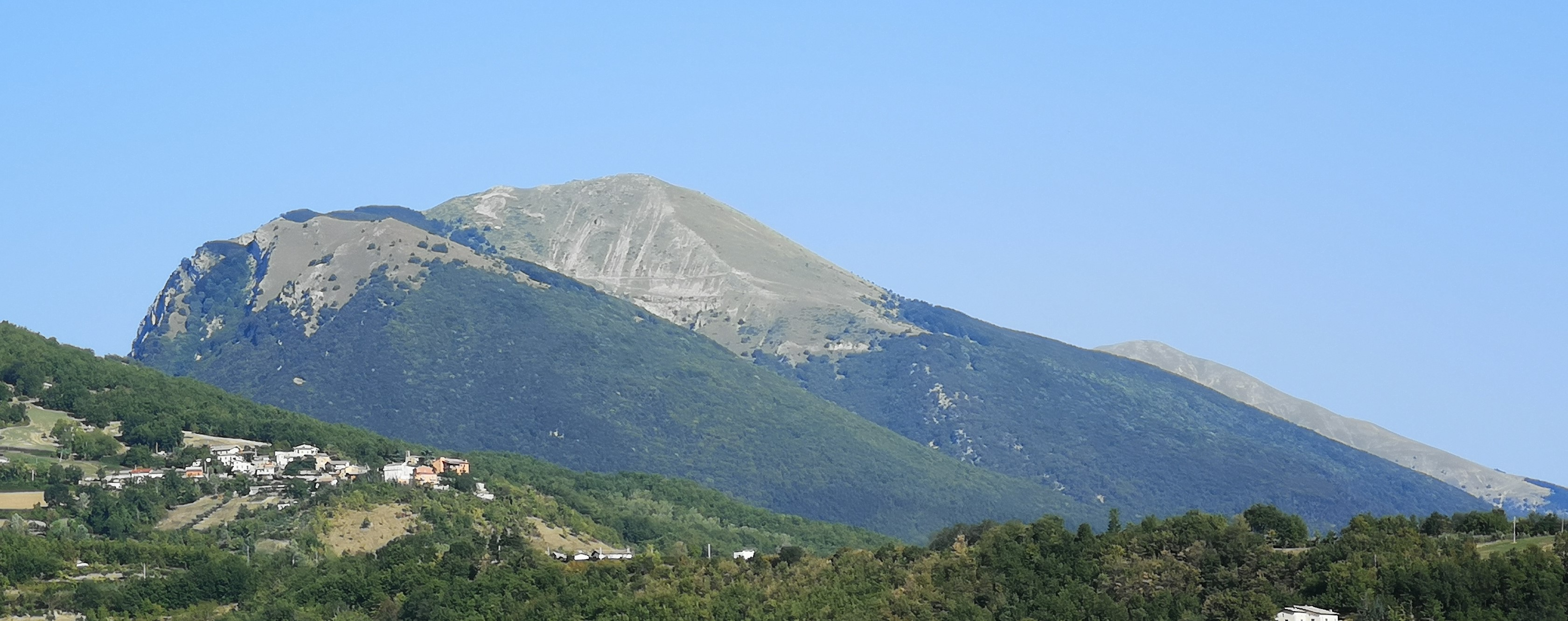
Versante sud, sud-est della Montagna di Campli.
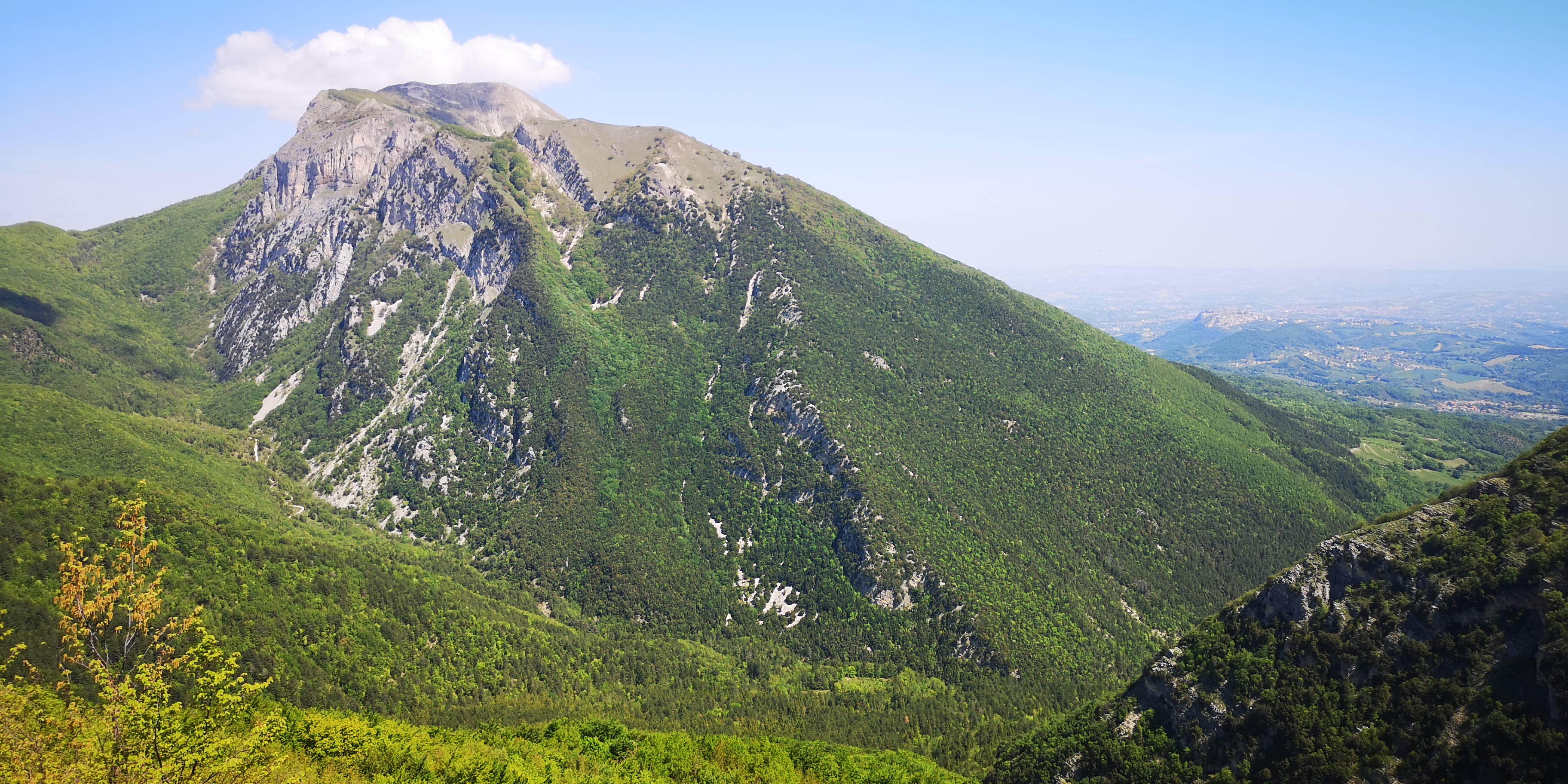
Versante sud della Montagna di Campli; sulla sinistra la Valle degli Scoiattoli, a destra sullo sfondo la Rocca di Civitella.
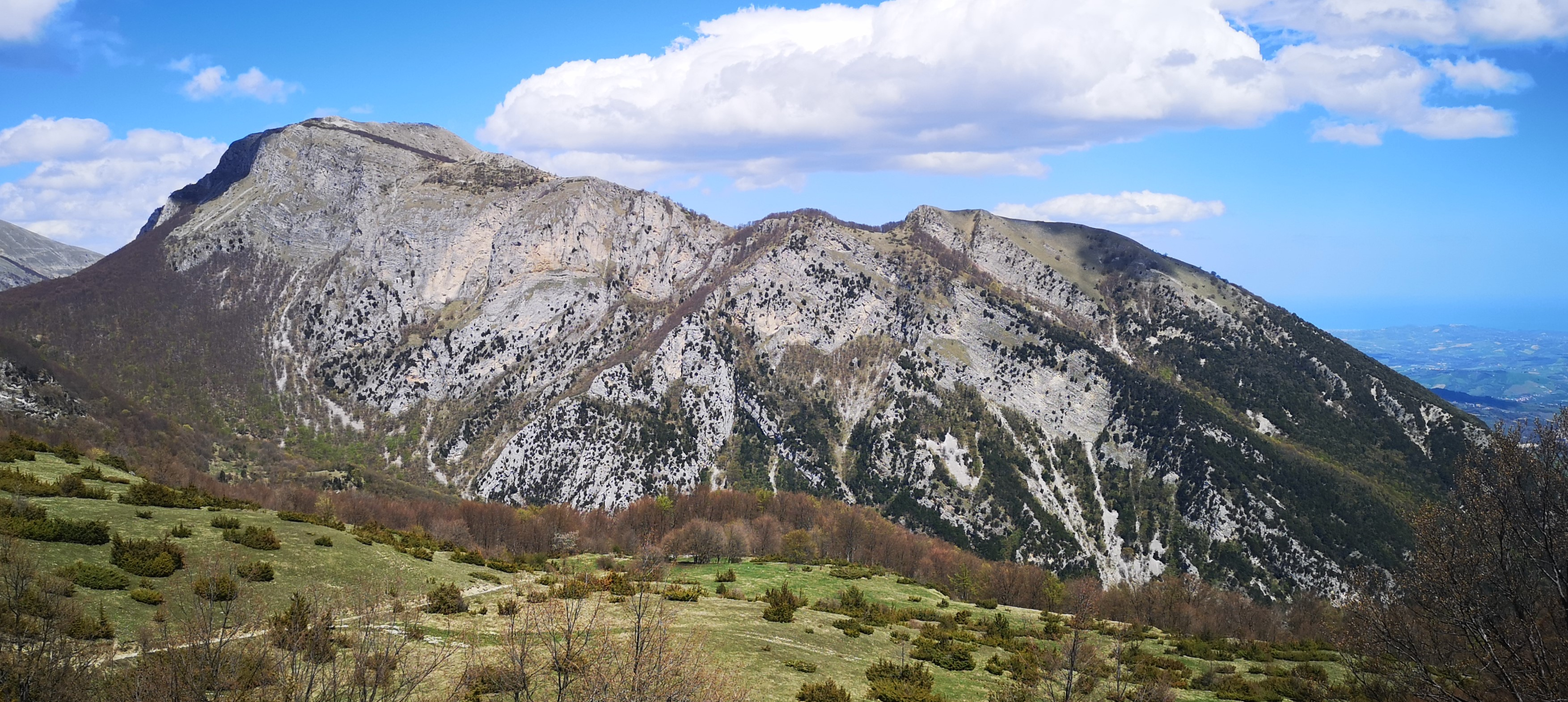
Montagna di Campli, versante ovest.